# RealMedia
Le RealMedia est un format conteneur créé par la société RealNetworks, qui permet de diffuser le son et la vidéo en streaming. L'extension associée est ".rm". Il est typiquement utilisé conjointement avec RealAudio et RealVideo. Il était précédemment populaire dans le domaine des contenus en lecture en continu (streaming en anglais).
Les fichiers disponibles dans ce format sont en taux d'échantillonnage fixe (en constant bit rate ou CBR, l'acronyme habituel pour le streaming audio/vidéo).